# 奈迈什凯
奈迈什凯，是匈牙利巴兰尼亚州所辖的一个村。总面积10.57平方公里，总人口257，人口密度24.3人/平方公里（2011年1月1日）。